# Samtgemeinde Bothel
La comunità amministrativa di Bothel (Samtgemeinde Bothel) si trova nel circondario di Rotenburg (Wümme) nella Bassa Sassonia, in Germania.

## Suddivisione
Comprende 6 comuni:
1. Bothel
2. Brockel
3. Hemsbünde
4. Hemslingen
5. Kirchwalsede
6. Westerwalsede

Il capoluogo è Bothel.